# Beemsterstraat
De Beemsterstraat is een straat in Amsterdam-Noord. Ze kreeg haar naam per raadsbesluit op 4 november 1925; daarna werd de verlenging van de straat in de jaren 60 ook als Beemsterstraat bepaald op 30 oktober 1963. Ze is vernoemd naar de polder de Beemster.

## Ligging en geschiedenis
De straat loopt als een soort radiaalweg in Amsterdam-Noord. Ze begint aan de Nieuwendammerdijk in tuindorp Nieuwendam, waar meerdere straten zijn vernoemd naar plaatsen en polders in Noord-Holland. Ze loopt dan door het genoemde tuindorp met woninkjes uit 1925 en kruist daarbij de Purmerweg. Ze steekt bij de Watergangseweg een ringsloot over. Daarna loopt ze in de Waterlandpleinbuurt, waarin ze de IJdoornlaan kruist. Ook daar is de bebouwing soms als in een tuindorp, maar er zijn ook hoogbouw flats te zien. De bebouwing daar is van aanmerkelijk jongere datum (jaren zestig). De Beemsterstraat trekt verder noordwaarts door deze wijk totdat zij middels de Beemsterstraatbrug onder Rijksweg 10 doorgaat, ze heeft geen directe verbinding met de rijksweg. Vanaf dan is het gedaan met stedelijke bebouwing; ze loopt nog ongeveer 500 meter door in Waterland tot aan brug 373. Ze gaat hier over in de Meerdijk. De Beemsterstraat heeft in het deel dat in de Waterlandpleinbuurt ligt enkele aftakkingen met dezelfde naam.

## Gebouwen
De bouwstijlen langs de Beemsterstraat lopen parallel met de aanleg. Vanaf de Nieuwendammerdijk zijn er eerst de arbeiderswoninkjes van ontwerper Berend Tobia Boeyinga. Ze zijn gebouwd in de stijl van de Amsterdamse School. De straten lijken hier hofjes met allerlei poortjes. Na de Watergangseweg is er modernere architectuur te vinden, met hoogbouw maar ook nog laagbouwwoninkjes. Aan het eind, voorbij de rijksweg 10 is er alleen nog bebouwing in de vorm van Sporthal de Weeren; die gemeentelijke sporthal werd ontworpen door Bastiaan Johannes Odink. Zowel Boeyinga als Odink waren werkzaam bij de gemeente Amsterdam (Odink bij Dienst der Publieke Werken).
Opmerkelijke gebouwen:
- de Noachkerk van architecten Ewold Drewes en Dick Egberts staande aan de Nieuwendammerdijk. De aanbesteding voor sloop van de oude kerk uit circa 1878 en bouw vond plaats op 25 juni 1934, de kerk werd voor 25.000 gulden gebouwd en op 21 maart 1935 in gebruik genomen, ze is sinds 1999 niet meer als zodanig in gebruik[2][3]
- Beemsterstraat 17 tot en met 31 oneven, architect Boeyinga, rijksmonument (508409)
- Beemsterstraat 20 tot en met 34 even, architect Boeyinga, rijksmonument (508410)
- Beemsterstraat 33 en 36/Purmerweg 92, architect Boeyinga, rijksmonument (508400), met poortwoningen
- Beemsterstraat 39 en 42, architect Boeyinga, rijksmonument (508399), met poortwoningen
- Beemsterstraat 41 tot en met 55 oneven, architect Boeyinga, rijksmonument (508411)
- Beemsterstraat 44 tot en met 59 even, architect Boeyinga, rijksmonument (508412)
- Beemsterstraat 531, in 1977 opgeleverd als opvang voor dagbesteding geestelijk gehandicapten, in 2019 aangewezen als opvangplaats van asielzoekers zonder verblijfsvergunning in het kader van bed-, bad- en broodvoorziening;
- Beemsterstraat 546, Bejaardentehuis De Kimme uit 1969, architecten Simon/Siem van Woerden en Hendrik Jacobus Schneider
- Beemsterstraat 656, de sporthal van Odink.

## Kunstwerken
Parallel aan de Beemsterstraat loopt voor een groot gedeelte een ringsloot. Om verbinding te maken met de wijk Buikslotermeer zijn drie bruggen aangelegd, brug 986 (voor voetgangers/fietsers), brug 981 (alle verkeer) en brug 980 (voetgangers/fietsers). Daarna volgt een houten voetgangersbrug in de vorm van Brug 1786 en de Beemsterstraatbrug. Op het sportterrein van Sportpark De Weeren ligt dan nog in de vorm van brug 1773, ook wel Wielerbrug, een betonnen viaduct. Deze dient sinds 1992 als overspanning voor de wielerbaan van de Amsterdamse Renners Club Ulysses over de toegang tot het sportterrein. Bij de splitsing aan het eind van de Beemsterstraat ligt brug 373.

## Kunst
Uit 1981 dateert een titelloos werk van Oto Herst, geplaatst op de hoek Beemsterstraat en Alkmaarstraat. Op de kruising van de Beemsterstraat en IJdoornlaan staat het Hof der herinnering, een beeldengroep van Nicolas Dings uit 1999 in de vorm van een jongen met boek (grote boek der herinnering), een waterkruik en een voet. Er zijn anonieme wandschilderingen onder de Beemsterstraatbrug.

## Afbeeldingen

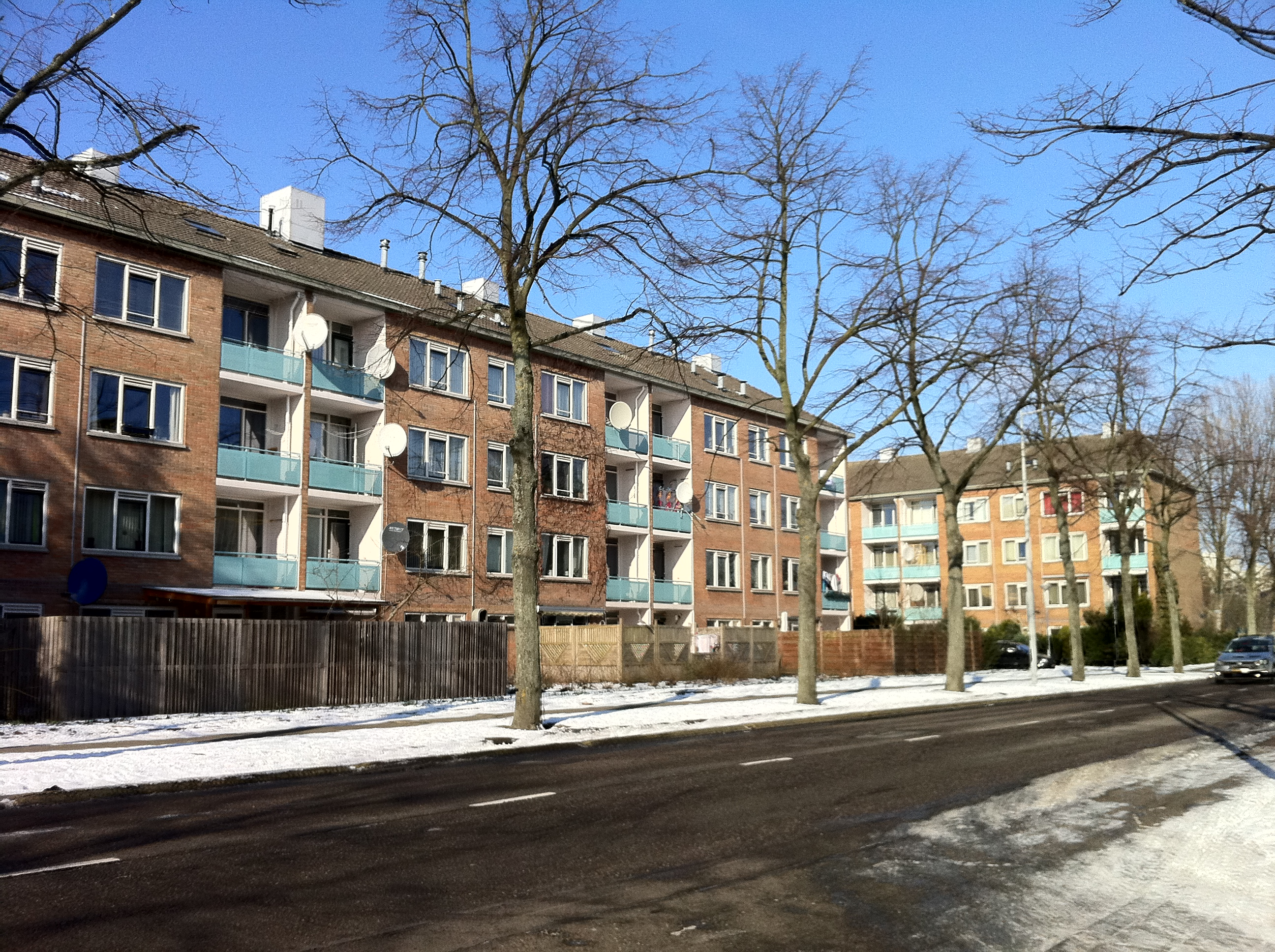
Flats langs de Beemsterstraat (2012)
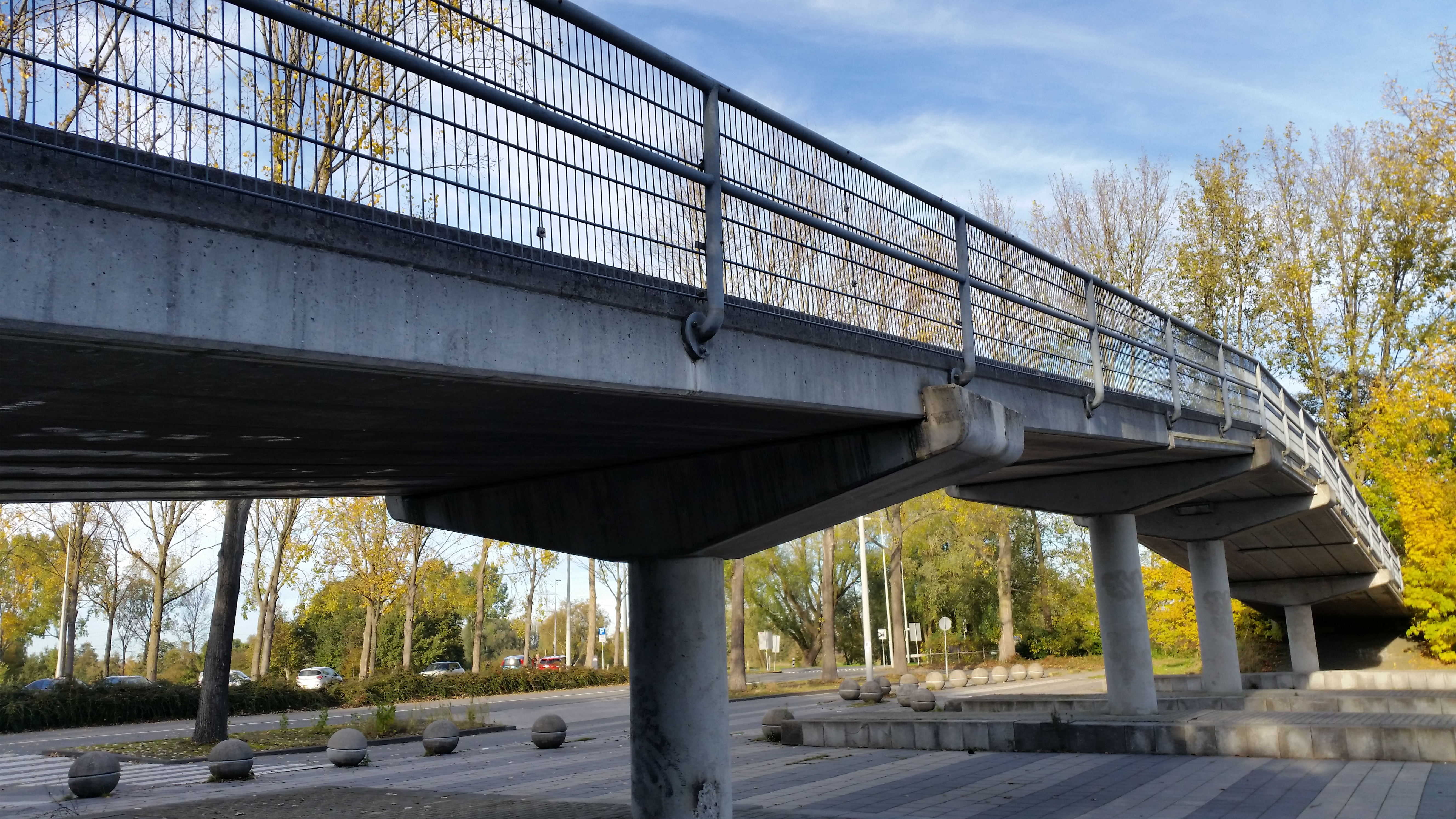
Brug 1773 (Wielerbrug)(november 2018)
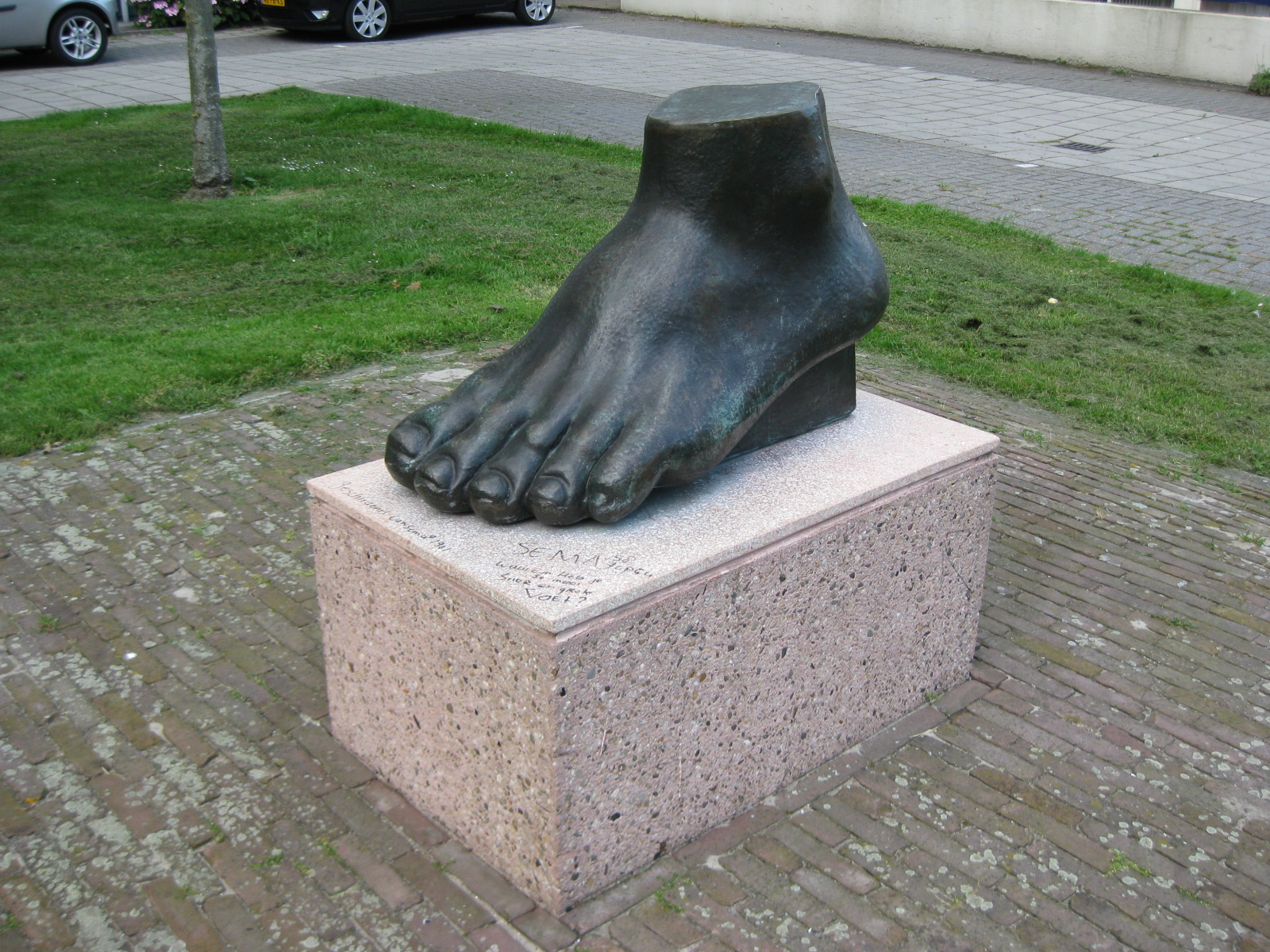
Voet van Nicolas Dings (2011)
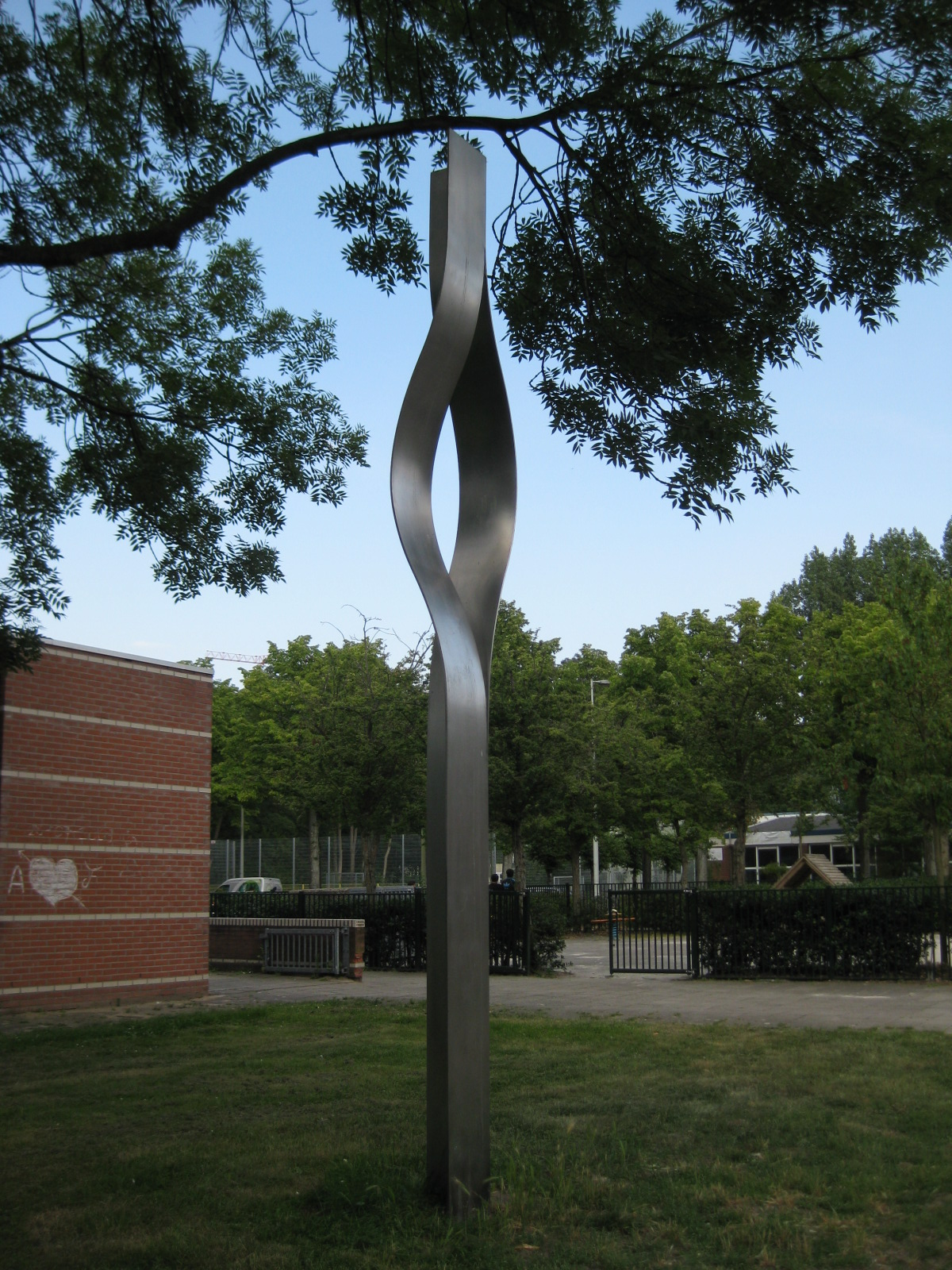
Titelloos werk van Ot(t)o Herst (2011)
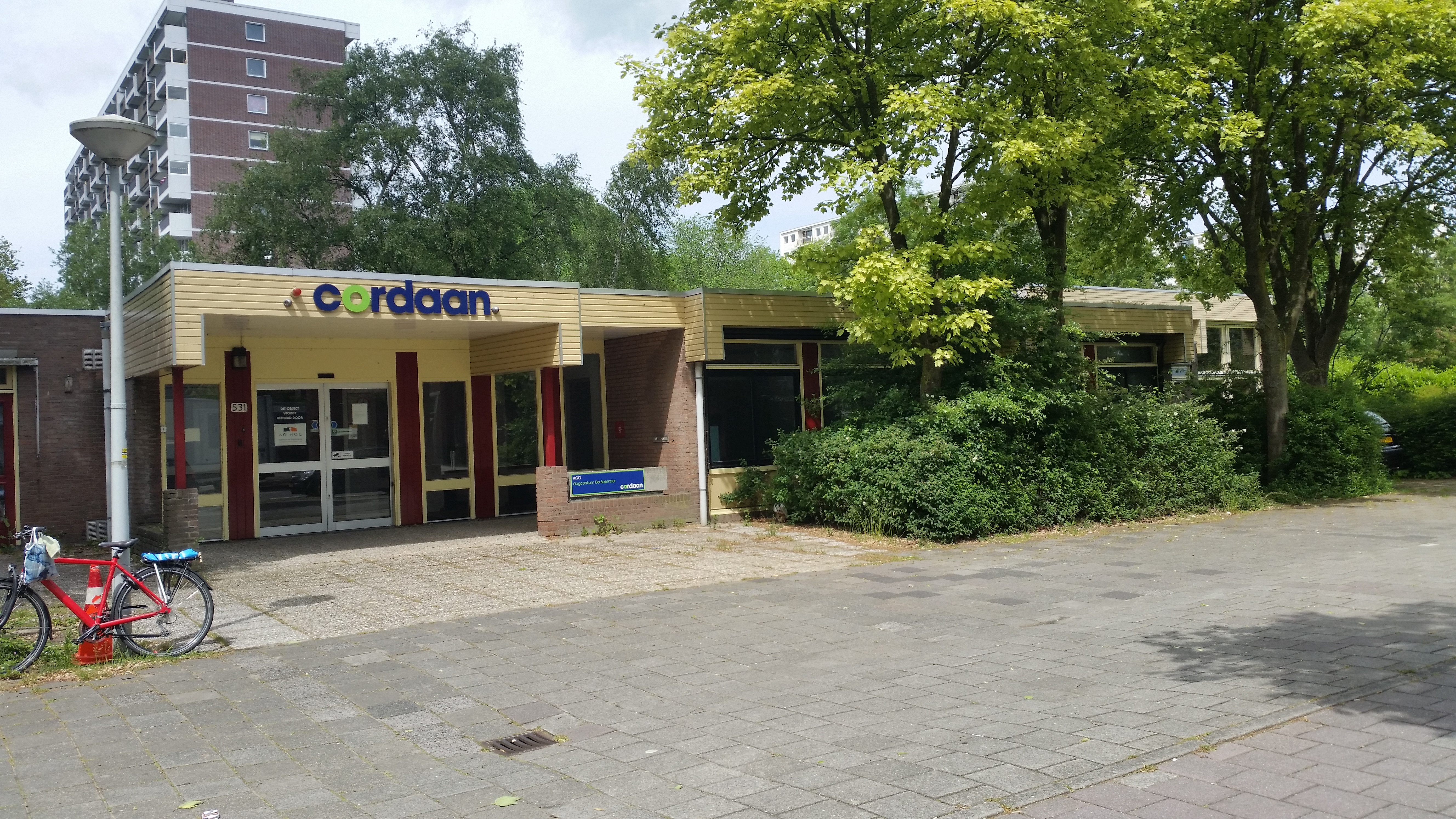
Beemsterstraat 531 (mei 2019)
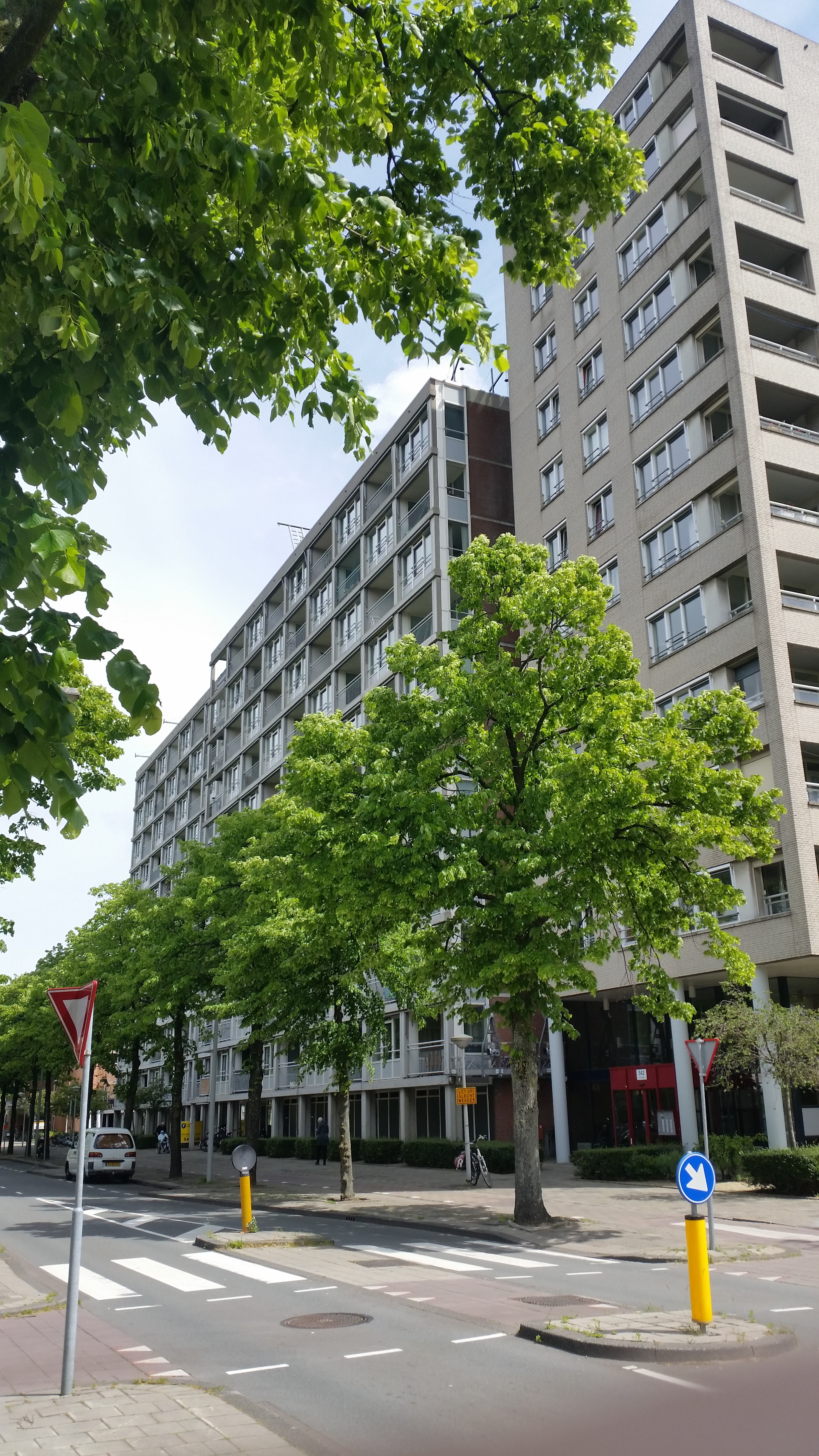
De Kimme (mei 2019)